# Нейрофібрили
Нейрофібрили — мікроскопічні ниткоподібні структури, що були виявлені в XIX столітті при забарвленні нервової тканини сріблом. Згідно з гіпотезою «нейрофібрил», вони повинні були поєднувати між собою нейрони. Після відкриття синапсів, цю гіпотезу було відкинуто на користь нейронної доктрини.
З появою електронної мікроскопії у 1940-х роках інтерес до нейрофібрил знову зріс. До нейрофібрил належать 3 групи елементів цитоскелету:
- мікротрубочки (24-30 нанометрів у діаметрі)
- мікрофіламенти (6-7 нм у діаметрі)
- нейрофіламенти (8-10 нм у діаметрі)